# Alpen-Donau.info
Alpen-Donau.info (auch Schreibweisen Alpen-donau.info und alpen-donau.info sowie Kurzform Alpen-Donau) war ein Blog, das ab 2009 im Internet für rechtsextreme und zumeist Österreich betreffende Verlautbarungen in deutscher Sprache genutzt wurde. Die Website, die auf US-amerikanischen Servern gehostet wurde und als „das wichtigste Sprachrohr“ österreichischer Neonazis galt, wurde auf Betreiben österreichischer Behörden im März 2011 vom Netz genommen. Im Jahr 2014 wurde die Seite kurzzeitig reaktiviert.

## Geschichte

### Inhalt
Die Website Alpen-Donau.info wurde ab April 2009 betrieben und erhielt durch die dort publizierten „Hetzparolen gegen Minderheiten und Politiker“ Aufmerksamkeit in Öffentlichkeit und Medien. Ihre Betreiber traten konspirativ und aggressiv antisemitisch auf. Alpen-Donau.info galt als „zentrale Agitations- und Propagandaplattform“ der rechtsextremen Szene in Österreich und als „ideologische[s] Mobilisierungszentrum von Altnazis und rechtem Flügel der FPÖ“. In dem Medium und dessen ab März 2009 aktiven und nur für registrierte Nutzer zugänglichen Internetforum alinfodo.com wurde ab der jeweiligen Aktivierung gegen Ausländer, Juden, Andersdenkende, Politiker und Journalisten gehetzt. So gab es zum Beispiel im Juni 2009 im Zusammenhang mit der geschichtlichen Aufarbeitung zum (damaligen) Kriegerdenkmal in der Vorarlberger Gemeinde Silbertal, auf dem der Kriegsverbrecher Josef Vallaster als Kriegsopfer geehrt wurde, bei Alpen-Donau.info – sowie bei einer weiteren rechtsextremen Website, Altermedia – Drohungen gegen die Gemeinde, die den Namen entfernen ließ, und einzelne Personen.

### Ermittlungen
Der österreichische Inlandsgeheimdienst, das Bundesamt für Verfassungsschutz und Terrorismusbekämpfung (BVT), registrierte innerhalb von eineinhalb Jahren „240 Delikte nach dem Tatbestand der Verhetzung beziehungsweise des Verbotsgesetzes“. Die „Drahtzieher versteckten sich hinter den US-Servern“. Seit März 2010 ermittelt eine beim BVT angesiedelte Sonderkommission gegen die unbekannten Betreiber. Im Sommer 2010 machte die Website auf sich aufmerksam, als sie das umstrittene Computerspiel Moschee baba der FPÖ übernahm. Gegen Ende 2010 führten die Ermittlungsbehörden mehrere Hausdurchsuchungen bei Verdächtigen durch, so in Wien, Niederösterreich, der Steiermark, Kärnten und Tirol. Ein Blogger, der über die Aktivitäten der Seite berichtet hatte, stellte schließlich seine Arbeit ein, nachdem ihm mit der Ermordung seines Sohnes gedroht worden war.

### Verbindung zu Werner Königshofer
Um zu beweisen, dass der damalige FPÖ-Abgeordnete zum Nationalrat Werner Königshofer mit der Homepage in Verbindung stehe, schickte der Datenforensiker Uwe Sailer über eine anonyme E-Mail-Adresse dem Mandatar einen mit einem Code versehenen Zeitungsartikel, durch den das Dokument eindeutig identifizierbar wurde. Der manipulierte Artikel tauchte schließlich drei Tage später auf der Website auf. Sailer und der Anwalt Georg Zanger zeigten Königshofer daraufhin wegen Wiederbetätigung nach dem Verbotsgesetz an. Dieser beschuldigte jedoch Sailer, das Dokument selbst an die Macher von alpen-donau.info versandt zu haben. In einer einstweiligen Verfügung verbot das Handelsgericht Wien Königshofer schließlich, weiter zu behaupten, der Datenforensiker habe das Schreiben an die rechtsextreme Homepage gerichtet. Außerdem stellte das Gericht fest, dass der FPÖ-Politiker vielmehr selbst die Informationen alpen-donau.info zukommen hatte lassen:
„Der freiheitliche Nationalratsabgeordneter hat nach einem Beschluss des Handelsgerichts Wien „zweifelsfrei“ die Neonazi-Homepage alpendonau-info.org mit Material versorgt.“
Werner Königshofer wurde später wegen umstrittener Aussagen zu den Terroranschlägen in Norwegen und Postings auf seinem Facebookprofil aus der FPÖ ausgeschlossen. Der Standard berichtete jedoch, dass nach dem Dafürhalten von Parteiinsidern der wahre Grund für den Ausschluss Königshofers dessen Kontakte zu alpen-donau.info gewesen seien.

### Stilllegung und Strafverfolgung
Im März 2011 erwirkte das österreichische Innenministerium eine Stilllegung der Website in den USA. In einer „letzten Botschaft“ auf Alpen-Donau.info vermeldeten deren Betreiber die Abmeldung der Website und behaupteten dabei, es habe „einen gerichtlichen Vergleich mit dem US-Hoster gegeben“ und sie hätten „dadurch Geld vom [österreichischen] Innenministerium“ erhalten. Das Innenministerium dementierte diese Behauptungen, und Der Standard bezeichnete diese als „erfundene Geschichte aus dem Reich der braunen Legenden“. Nach einem Bericht im Informationsportal Blick nach Rechts lenkte der in Kalifornien ansässige Provider DreamHost ein und nahm letztlich die Website vom Netz, weil dieser „zunehmend um sein Image fürchtete“. Am 20. April 2011 ging die Website mit veränderter Top-Level-Domain wieder online.
Nach monatelangen Ermittlungen nach den Hintermännern der Website wurden Mitte April 2011 vom Bundesverfassungsschutz und vom Einsatzkommando Cobra weitere Hausdurchsuchungen durchgeführt sowie zwei Personen festgenommen, darunter der als Schlüsselfigur verdächtigte rechtsextreme Publizist Gottfried Küssel. Am 22. April 2011 wurde eine weitere Person im Zusammenhang mit den Ermittlungen um „Alpen-Donau“ festgenommen. Es handelt sich um einen Wiener, über den anschließend auch die Untersuchungshaft verhängt wurde. Ende 2011 ging die Website erneut offline.
Am 10. Jänner 2013 wurden Gottfried Küssel als Initiator und die beiden Mitangeklagten als Betreiber der Website wegen NS-Wiederbetätigung in erster Instanz zu mehrjährigen Haftstrafen verurteilt. Der Oberste Gerichtshof bestätigte im Jänner 2014 die Verurteilungen wegen Wiederbetätigung und reduzierte die Haftstrafen der drei Verurteilten geringfügig. Am 11. Jänner 2019 wurde Küssel aus der Haft entlassen.

### Reaktivierung und Gesetzesinitiative
2014 machten zwei Bürger die Polizei aufmerksam, dass die Seite wieder aktiv sei. Diese Personen wurden auf der Seite geoutet, ihre persönlichen Daten wahrscheinlich von der Staatsanwaltschaft an die Betreiber der Seite übergeben. Ein Sprecher des Innenministeriums gab bekannt, dass mit einer Gesetzesänderung die Daten besser geschützt werden sollen.